# Mes petits
Pour les articles homonymes, voir Emma.
Pour plus de détails, voir Fiche technique et Distribution.
Mes petits (Emma) est un film américain en noir et blanc réalisé par Clarence Brown, sorti en 1932.

## Synopsis
Emma Thatcher est bonne dans une famille américaine aisée, les Smith. C'est elle qui s'occupe de l'éducation des trois enfants du couple. Mrs Smith, qui doit donner naissance à un autre garçon, meurt durant l'accouchement. Par sa présence d'esprit, Emma permet au nouveau-né, Ronnie, de survivre. Les années ont passé, les enfants ont grandi. Ils sont tous mariés, ou en instance de l'être. Seul Ronnie, passionné d'aviation, est devenu un pilote émérite. Emma continue à diriger toute la famille, même Frederick Smith, le père, qui s'en remet à elle pour tout. La vieille femme décide cependant de prendre quelques jours de congés après bien des années de labeur. M. Smith l'accompagne à l'aérodrome et, soudain, lui demande de partager son voyage et sa vie. Après quelques hésitations, Emma accepte. 
Les enfants Smith apprennent par les journaux le remariage de leur père. Mais celui-ci, au retour, est terrassé par une attaque et meurt, malgré les soins de sa nouvelle épouse. M. Haskins, le notaire, apprend à Emma que ce dernier lui a légué toute sa fortune. Les enfants déshérités se liguent contre leur ancienne nourrice, à l'exception de Ronnie. Ils l'accusent d'avoir empoisonné leur père. Emma est traînée en cour d'assises. Apprenant ce qui se passe, Ronnie, pour venir en aide à Emma, s'envole, malgré le mauvais temps, à bord de son avion, mais, pris dans une tempête de neige, l'engin s'écrase au sol.

## Fiche technique
- Titre : Mes petits
- Titre original : Emma
- Réalisation : Clarence Brown
- Scénario : Frances Marion, Zelda Sears et Leonard Praskins
- Producteur : Clarence Brown
- Société de production : Metro-Goldwyn-Mayer
- Photographie : Oliver T. Marsh
- Montage : William LeVanway
- Direction artistique : Cedric Gibbons
- Costumes : Adrian
- Pays de production : États-Unis
- Format : noir et blanc - 1,37:1 - son : Mono
- Genre : Comédie dramatique, Comédie romantique
- Durée : 72 minutes
- Dates de sortie : 
  - États-Unis : 2 janvier 1932
  - France : 28 août 1931

## Distribution
- Marie Dressler : Emma Thatcher Smith
- Richard Cromwell : Ronald Smith
- Jean Hersholt : M. Frederick Smith
- Myrna Loy : Comtesse Isabelle Smith Marlin
- Dale Fuller : Bonne à l'hôtel
- Wilfred Noy : Drake, le premier maître d'hôtel
- John Miljan : Procureur de district
- Purnell Pratt : M. Haskins
- Barbara Kent : Gypsy Smith
- George Meeker : Bill Smith
- André Cheron : Comte Pierre
- Leila Bennett : Matilda

Acteurs non crédités
- Clarence Geldart : un juge
- John Larkin : un porteur à la gare